# Панковское городское поселение
 Панко́вское городское поселение — муниципальное образование в Новгородском районе Новгородской области России.
Административный центр — пгт Панковка.

## География
Поселение расположено юго-западнее Великого Новгорода. Через его территорию протекает река Веряжа и проходит автодорога А116 Великий Новгород — Псков.

## История
Панковское городское поселение образовано 17 января 2005 года в соответствии с областным законом № 400-ОЗ, установлены границы муниципального образования.

## Население
| 2009   | 2010  | 2012  | 2013  | 2014    | 2015  | 2016  |
| ------ | ----- | ----- | ----- | ------- | ----- | ----- |
| 10 249 | ↘9603 | ↘9529 | ↘9421 | ↘9400   | ↗9427 | ↗9500 |
| 2017   | 2018  | 2019  | 2020  | 2021    |       |       |
| ↗9529  | ↗9591 | ↘9515 | ↗9589 | ↗10 109 |       |       |

## Состав городского поселения
| № | Населённый пункт | Тип населённого пункта                  | Население |
| - | ---------------- | --------------------------------------- | --------- |
| 1 | Панковка         | рабочий посёлок, административный центр | ↗10 109   |